# Xã St. Marys, Quận Adams, Indiana
Xã St. Marys (tiếng Anh: St. Marys Township) là một xã thuộc quận Adams, tiểu bang Indiana, Hoa Kỳ. Năm 2010, dân số của xã này là 1.308 người.